# Leo Wilden
Leo Wilden (Norisring, 3 luglio 1936 – Colonia, 5 maggio 2022) è stato un calciatore tedesco, di ruolo difensore.

## Palmarès

### Giocatore

#### Competizioni nazionali
- Campionato tedesco: 2

Colonia: 1961-1962, 1963-1964